# Kurt Wires
Kurt Wires   (Hèlsinki, 28 d'abril de 1919 - Espoo, 22 de febrer de 1992), de naixement Kurt Virtanen, fou un piragüista en aigües tranquil·les finlandès que va competir durant les dècades de 1940 i 1950. Una vegada retirat fou un destacat home de negocis.
El 1948 va prendre part en els Jocs Olímpics d'Estiu de Londres on va guanyar la medalla de plata en la prova del K-1, 10.000 metres del programa de piragüisme. Quatre anys més tard, als Jocs de Hèlsinki, va disputar dues proves del programa de piragüisme. En ambdues, el K-2 1.000 metres i K-2 10.000 metres, guanyà la medalla d'or fent parella amb Yrjö Hietanen. En aquests Jocs fou l'encarregat de dur la bandera de Finlàndia durant la cerimònia de clausura.
Wires va servir a l'exèrcit finlandès durant la Segona Guerra Mundial i va perdre l'ull dret durant la Guerra de Continuació.